# 尾崎菜々
尾崎 菜々（おざき なな、1982年9月12日 - ）は、日本のタレント、元グラビアアイドル。旧芸名、尾崎 ナナ。相本 あきこ。通称、おざこ。大阪府出身。アーティストボックス、Fang、リップ、アーティストボックスを経て、エイジアプロモーション所属。夫は俳優・脚本家の平沼紀久。

## 人物
3人姉弟の次女で、姉と弟がいる。小学生の頃、安達祐実を見て女優になりたいと思ったのが芸能界を目指したきっかけである。
趣味は料理でありBLOGやテレビでも披露している。中学時代は軟式テニス部、大阪府立長野高校時代はフォークソング部に所属していた。短大卒。
dTVの『ムカつく女にお仕置きするTV 美人泣顔』でファンを毛嫌いする性根が腐ったアイドルとして下着のような白ビキニで登場し、お仕置きではビキニ姿のまま全身パイまみれにされた。
同じ大阪出身のモデル・池田沙代と仲が良く、2013年の関西コレクションでも共演したことがある。
2015年、約5年前に共通の知人を介したパーティーで知り合い2014年11月頃より交際していた俳優・脚本家の平沼紀久と、9月12日の尾崎の33歳の誕生日パーティーでの平沼の公開プロポーズを経て12月21日に結婚。結婚後も仕事は継続することとした（ただしグラビアアイドルとしての活動は結婚に伴い既に卒業している）。2016年6月10日、挙式。2018年2月1日、第1子妊娠を報告。同年7月10日、第1子男児出産を報告。
2018年8月18日、自身のブログにて名前を尾崎ナナから尾崎菜々に改名することを発表。
2022年8月23日、第2子女児出産を報告。

## 作品

### 映像作品
- 恋の予感（2006年10月25日、英知出版） - EAN 4986770261000。
- ナナに恋して（2007年4月27日、彩文館出版） - EAN 4514631500311。
- レインボー（2007年7月20日、竹書房） - EAN 4985914411394。
- ナナ不思議（2007年9月25日、GPミュージアムソフト） - EAN 4571211593118。
- 濡時間（2008年3月25日、ゴマブックス） - EAN 4582262721306。
- 凝視（2008年5月7日、アウトビジョン） - EAN 4944946357766。
- とりこ（2009年5月25日、アウトビジョン） - EAN 4538806018586。
- 解禁 05（2009年8月25日、ARDEN） - EAN 4560331580054。
- ナナ色思い（2010年3月31日、SID） - EAN 4944763004645。
- 熟れドキッ☆（2010年8月20日、イーネット・フロンティア） - EAN 4560161575145。
- ナナワールドへ☆ちらっしゃいませ（2010年11月30日、BNS） - EAN 4944763004898。
- ボクの彼女（2011年2月25日、エアーコントロール） - EAN 4538806019460。
- 転校生（2011年6月25日、エアーコントロール） - EAN 4538806019545。
- ナナの温泉物語（2011年9月25日、エアーコントロール） - EAN 4538806019712。
- オイシイ関係（2012年1月25日、エアーコントロール） - EAN 4538806019880。
- ナナ色ふぁんたじー（2012年4月30日、BNS） - EAN 4944763005413。
- 潜入捜査官（2012年7月25日、エアーコントロール） - EAN 4538806020145。
- 妄想科学「スケスケ透視メガネで覗かれた!」（2012年10月6日、SODクリエイト） - EAN 4580204232064。
- 恋乳（2012年10月26日、グラッソ） - EAN 4515778505658。
- 社内恋愛フィロソフィ（2013年1月24日、ギルド） - EAN 4562354730256。
- かてきょ（2013年7月25日、エアーコントロール） - EAN 4538806020671。
- エアコン学院（2013年10月25日、エアーコントロール） - EAN 4538806020756。
- おかえり。（2013年12月25日、エアーコントロール） - EAN 4538806021128。
- ナナの純情（2014年2月21日、イーネットフロンティア） - EAN 4571369482517。
- みすど mis*dol ナナLOVE（2014年8月22日、M.B.D.メディアブランド） - EAN 4547770018065。

## 出演

### バラエティ
- FNS地球特捜隊ダイバスター（2005年、フジテレビ）
- 給与明細（2008年9月、テレビ東京） - 準レギュラー
- MIDTOWN TV火曜城咲仁と磯山さやかの極めみち（2007年11月20日 - 27日、GyaO）
- オニ発注（2008年7月2日、テレビ東京） - 「ノーギャラで出演してくれ7つのコスプレが似合うナナちゃん」ゲスト
- オニ発注（2008年8月27日・9月3日、テレビ東京） - 「写真撮影で興奮させてくれるグラビアアイドル」ゲスト
- 潜入調査（2009年1月9日 - 、テレビ東京） - レギュラー。
- アイドル@deep（2009年1月18日 - 、テレビ神奈川） - レギュラー
- 今夜もドル箱（2009年2月10日、テレビ東京） - ゲスト
- アイドル☆リーグ!（2009年7月5日 - 、日テレプラス） - レギュラー
- くちこみっ! 大捜索!! 本当は教えたくない！(秘)すごい! 占い師 日本全国で発見しました!SP（2009年9月17日、フジテレビ）
- 今夜もドル箱!!EX（2010年1月19日、テレビ東京） - ゲスト
- アイドルちん（2010年10月9日 - 2011年1月22日、日本テレビ） - レギュラー
- パチFUN!（2010年 - 、長野放送） - レギュラー
- カスペ!・芸能人が家族の絆をドッキリで確認しちゃいましたSP（2011年6月14日、フジテレビ） - 仕掛人・小峰不二子
- 女神降臨 #49（2012年8月3日、MONDO TV）
- ロンドンハーツ（テレビ朝日） - 準レギュラー
- 志村けんの激ウマ列島・春を待つ東北 北三陸の旅（2014年3月15日、テレビ朝日）
- 私生活むきだしバラエティ「キリウリ$アイドル」（2014年4月2日 - 、東京MX） - レギュラー
- 志村けんのだいじょうぶだぁ
- 土曜スペシャル（テレビ東京）
  - 所持金3万円!北海道ぐるっと1300キロの旅（2013年7月6日）
  - 所持金6万円!東北一周1200キロの旅（2014年3月1日）
  - 知られざる国道（酷道）の旅3（2014年6月14日）
  - 所持金5万円で4泊5日!冬の北関東温泉めぐりの旅（2015年2月21日）
  - 知られざる国道（酷道）の旅4（2015年7月4日）
  - 所持金5万円!冬の上信越～北陸～奥飛騨　温泉めぐり旅（2016年2月6日）
- ネリさまぁ〜ず（2014年7月20日、日本テレビ）
- 激走2700km!東南アジア縦断 長距離バスの旅（2014年9月26日、テレビ東京）

### テレビドラマ
- ドラマ24「撮らないで下さい!!グラビアアイドル裏物語」（2012年、テレビ東京） - オザキナナ 役
- 木曜ミステリーシアター「たぶらかし-代行女優業・マキ-」 第8話（2012年5月24日、読売テレビ） - メグミ 役
- ドラマNEXT「ヨメ代行はじめました。」（2013年、関西テレビ） - アスカ 役

### 映画
- 土竜の唄 潜入捜査官REIJI（2014年2月15日） - かずみ 役

### オリジナルビデオ
- デザーター 青い絶望（2007年3月23日、ZENピクチャーズ）
- デザーター 赤い希望（2007年4月13日、ZENピクチャーズ）
- 〜がんばれ僕らの〜グラドルヒロイン エスピリオン（2008年、ZENピクチャーズ）
- 凝視 幸福の三つぼくろ伝説（2008年3月、アタッカーズ）
- 本気萌え グラドルビーチバレー 激闘篇（2009年、エスピーオー）
- Crying Girl 泣き顔（2010年3月、アミューズソフトエンタテインメント）
- アキバリオンV 前後編（2010年、ZENピクチャーズ）

### 舞台
- フィッシュストーリー 初演（2011年6月30日 - 7月3日、吉祥寺スターパインズカフェ）
- 山田ジャパン番外公演 東京ミーコ#1「いい嘘、悪い嘘」（2012年8月29日 - 9月2日、ウッディーシアター）

### ラジオ
- 有吉弘行のSUNDAY NIGHT DREAMER（2010年9月26日、JFN） - アシスタント
- 志村けんのFIRST STAGE（2012年10月 - 、JFN） - アシスタント
- 志村けんのFIRST STAGE〜はじめの一歩〜（2012年7月 - 9月、JFN） - 4代目アシスタント[注 1]
- 尾崎ナナ・平沼紀久のフゥーフゥーでいこうぜ★[注 2]（2018年4月 - 2020年3月、FM AICHI）

### インターネットテレビ
- 友池さんの崖っぷちボワッフ!（2012年4月、東京インターネット放送局） - #3 ゲスト
- 給与明細（2018年12月23日[17]、AbemaTV） - 潜入ガール

### ネット配信
- アイドルがイッパイ（2009年、アイパイ）
- フランス書院 今月の放言 尾崎ナナ（2009年1月、フランス書院）[注 3]
- ムカつく女にお仕置きするTV 美人泣顔 (2011年、dTV) - ファンを毛嫌いする性根が腐ったアイドル [18]。
- ロトナン宝くじチャンネル（2011年9月 - 2012年12月、ニコニコ動画）

## 書籍

### 写真集
- ただいま。（2013年9月25日、ジーオーティー、撮影：西田幸樹） - ISBN 978-4-86084-892-7。

### 雑誌
- はなまるWORK Vol.20 November, 2006（2006年10月22日、アドラック） - 表紙
- 週刊プレイボーイ No.45（2006年、集英社） - p.223 - 226
- FLASH No.985（2007年、光文社） - p.37 - 44